# Мощанска къща
Мощанската къща е възрожденска постройка, паметник на културата в Благоевград, България.

## Описание
Изградена е в махалата Вароша в 1888 година, като годината е изписана на фасадния корниз. Сградата е двуетажна, квадратна със симетрична схема под влияние на пловдивската къща, но елементите от традиционното вътрешно и външно решение на традиционната възрожденска къща са запазени. Стените на първия етаж са каменни, а останалите са с паянтов скелет. Фасадният корниз е подчертан с холкел, изписан с растителни орнаменти и панделки.
Вляво на първия етаж е оборът, вдясно – избата и жилищно помещение (къщи). До втория етаж се стига по двураменна несиметрична стълба, която излиза в центъра на салона. Салонът пресича етажа и излиза еркерно на фасадата. В двата края на салона са оформени две софи. От двете страни на салона има по една гостна, по една кухня и по една спалня. Гостните имат двукрили врати и дъсчени тавани, обрамчени със столарска резба.